# Барбор (округ, Алабама)
Ба́рбор (англ. Barbour County) — округ в штате Алабама, США. Население по переписи 2020 года — 25 223 человека. Площадь — 2343 км² (16-е место среди округов штата). Административный центр — Клейтон.
Официально образован в 1832 году. Назван в честь американского политика, губернатора Виргинии Джеймса Барбура.

## География
По данным Бюро переписи США, общая площадь округа равняется 2343 км², из которых 2292 км² составляет суша и 51 км² — водные объекты (2,18 %).
Расположен в юго-восточной части Алабамы в пределах примексиканской низменности. Через округ протекают две крупные реки: Чаттахучи на востоке и Чоктохатчи на юго-западе. Автомагистрали  и  являются основными транспортными путями округа. «431» проходит с севера на юг вдоль восточной части округа, в то время как «82» — с востока на запад через северную часть Барбора. Муниципальный аэропорт Клейтон и аэропорт Уидон-Филд, расположенный в Юфоле, являются основными воздушными узлами округа.

### Климат
Для округа характерно долгое жаркое лето, что обусловлено переходом влажного тропического воздуха с просторов Мексиканского залива. Зимы прохладные и довольно короткие. Осадки обильные в течение всего года, а длительные засухи редки. Сильные штормы, включая торнадо, характерны для данного региона.
| Показатель                    | Янв. | Фев. | Март | Апр. | Май | Июнь | Июль | Авг. | Сен. | Окт. | Нояб. | Дек. | Год  |
| ----------------------------- | ---- | ---- | ---- | ---- | --- | ---- | ---- | ---- | ---- | ---- | ----- | ---- | ---- |
| Абсолютный максимум, °C       | 22   | 22   | 26   | 29   | 33  | 36   | 36   | 37   | 36   | 31   | 24    | 21   | 29   |
| Средний суточный максимум, °C | 15   | 17   | 21   | 25   | 29  | 32   | 33   | 33   | 31   | 26   | 20    | 16   | 25   |
| Средняя температура, °C       | 9    | 10   | 14   | 18   | 22  | 26   | 27   | 27   | 24   | 19   | 13    | 9    | 18   |
| Средний суточный минимум, °C  | 3    | 4    | 7    | 11   | 16  | 20   | 21   | 21   | 18   | 12   | 6     | 3    | 12   |
| Абсолютный минимум, °C        | −4   | −2   | 2    | 8    | 13  | 18   | 19   | 19   | 15   | 7    | 2     | −2   | 8    |
| Норма осадков, мм             | 120  | 125  | 148  | 109  | 98  | 105  | 142  | 116  | 98   | 64   | 84    | 119  | 1328 |
| Источник: НЦЭИ                |      |      |      |      |     |      |      |      |      |      |       |      |      |

### Памятники природы
- Национальный заповедник дикой природы Юфолы[англ.] (белоголовые орланы, американские аллигаторы, рыси и сапсаны)[16]

## История
Образован 18 декабря 1832 года. Получил название в честь Джеймса Барбура (1775—1842), американского государственного деятеля и губернатора Виргинии. Неиндейские поселенцы прибыли из Виргинии, Джорджии, Северной и Южной Каролины по федеральной дороге. Были основаны первые города: Уильямстаун (не существует), Юфола (известен как Ирвинтон, 1837—1843), Луисвилл и Клейтон. Первоначальные границы округа охватывали земли, приобретённые у индейцев племени крик по договору 1814 года, а также территории в восточной части современного округа Пайк. Впоследствии границы Барбора не раз видоизменялись: земли передавались округам Генри (17 января 1844 года) и Буллок (5 декабря 1866 года).
В 1833 году Луисвилл, прежде выполнявший функцию центра округа Пайк, стал административным центром Барбора. Однако уже в марте 1834 года решением комиссии центр был перенесён в Клейтон из-за его глубинного географического положения. К 1870-м годам Юфола превзошёл Клейтон по численности населения и стал самым густонаселённым городом в округе. В связи с этим появились дискуссии о расположении центра Барбора: должен им являться географический или коммерческий центр округа. Компромисс привёл к утверждению закона, который учредил суды как в Юфоле, так и в Клейтоне.

## Население
По переписи населения 2020 года в округе проживало 25 223 жителя. Плотность населения — 10,77 чел. на один квадратный километр. Расовый состав населения: чёрные или афроамериканцы — 46,98 %, белые — 43,95 %, испаноязычные или латиноамериканцы — 5,99 % и представители других рас — 3,08 %. Ожидаемая продолжительность жизни по состоянию на 2019 год составила 74,81 года, детская смертность — 1021,35 на 100 тыс. человек.

## Населённые пункты

### Города
- Бейкерхилл
- Блу-Спрингс
- Клейтон
- Клио
- Луисвилл
- Юфола

### Неинкорпорированные территории
Невключённые территории округа по данным сайта Геологической службы США.
| - Акинсвилл - Бакстерс - Белс-Кроссродс - Бейтсвилл - Бетел - Бут-Хилл - Гармон-Кроссродс - Гейно | - Гринс-Кроссродс - Достер - Комер - Коттон-Хилл - Лаго - Лайм-Синк - Линдси - Маунт-Гилеад | - Маунт-Эндрю - Оско - Отстон - Плезант-Хилл - Праттс - Ричардс-Кроссродс - Санди-Пойнт - Спринг-Хилл | - Стар-Хилл - Тайлер-Кроссродс - Таллис - Терес - Тексасвилл - Тилс-Кроссродс - Тью - Уайт-Ок | - Уайлауни - Хау - Хобди - Хобокен - Хокинсвилл - Эджфилд - Эламвилл |

## Политика

### Орган власти
Округ Барбор управляется специальной комиссией, подконтрольной законодательному собранию штата. Состоит из семи представителей. Выборы проходят раз в шесть лет.
| Представитель        | Округ | Партия | Выборы        | Прим.  | Представитель      | Округ | Партия | Выборы        | Прим.  |
| -------------------- | ----- | ------ | ------------- | ------ | ------------------ | ----- | ------ | ------------- | ------ |
| Рэйчел Смит          | 1     |        | 5 ноября 2024 | [ 33 ] | Уильям Эрл Барнетт | 5     |        | 5 ноября 2024 | [ 33 ] |
| Фрэнк Страун-младший | 2     |        | 5 ноября 2024 | [ 33 ] | Пэт Айви           | 6     |        | 5 ноября 2024 | [ 33 ] |
| Фрэнсис Персон-Крюз  | 3     |        | 5 ноября 2024 | [ 33 ] | Стэн Адамс         | 7     |        | 5 ноября 2024 | [ 33 ] |
| Эрл Гилмор           | 4     |        | 5 ноября 2024 | [ 33 ] |                    |       |        |               | [ 33 ] |

### Президентские выборы
Округ считается колеблющимся, так как разница между кандидатами от Республиканской и Демократической партий на выборах в XXI веке не превышала 10 %. По результатам электоральной кампании 2020 года жители округа отдали предпочтение Дональду Трампу.
| Год  | Республиканская | Республиканская | Демократическая | Демократическая | «Третья» | «Третья» |
| Год  | #               | %               | #               | %               | #        | %        |
| ---- | --------------- | --------------- | --------------- | --------------- | -------- | -------- |
| 2020 | 5622            | 53,45           | 4816            | 45,79           | 80       | 0,76     |
| 2016 | 5454            | 52,10           | 4871            | 46,53           | 144      | 1,38     |
| 2012 | 5550            | 48,19           | 5912            | 51,33           | 55       | 0,48     |
| 2008 | 5866            | 50,44           | 5697            | 48,99           | 67       | 0,58     |
| 2004 | 5899            | 54,74           | 4832            | 44,84           | 46       | 0,43     |
| 2000 | 5096            | 49,02           | 5188            | 49,91           | 111      | 1,07     |

## Преступность
В округе наиболее распространенным видом правонарушения является хищение (409 случаев в 2018 году).

## Экономика
До середины XX века большинство жителей округа было занято в сельском хозяйстве. Выращивание хлопка доминировало в экономике до конца XIX века. Впоследствии фермеры диверсифицировали производство в кукурузу, пеканы и арахис. Холмистые пастбища этого региона обеспечивали хорошие кормовые угодья для крупного рогатого скота. Экономика была сосредоточена в основном на сельском хозяйстве до 1960-х годов, когда богатые лиственные и сосновые леса Барбора привлекли предприятия деревообрабатывающей промышленности. В 2017 году округ насчитывал 498 фермерских хозяйств, специализирующихся преимущественно на разведении крупного рогатого скота. Наиболее распространённой сельскохозяйственной культурой являлась озимая пшеница.
Ведущей производственной компанией в округе является «Keystone Foods» (специализируется на переработке птицы и с 2018 года входит в холдинг «Tyson Foods»); в ней трудится 1250 человек (15 % от всей численности трудоспособного населения).
В 2021 году средний годичный доход домохозяйства составлял $39,7 тыс. долларов. Доля домохозяйств с заработком более $100 тысяч — 14,5 %, а менее $15 тысяч — 19,4 %. Доля населения, находящегося за чертой бедности, — 24,2 %. По состоянию на ноябрь 2023 года, уровень безработицы в округе составил 4,2 %.

## Образование
Систему образования округа Барбор составляют: начальная школа округа Барбор (Клейтон, PK-1), средняя школа округа Барбор (Луисвилл, 2-6), старшая школа округа Барбор (Клейтон, 7-12), а также частная христианская школа «Парквью» (Юфола, PK-5). В 2021/2022 учебном году в государственных общеобразовательных учреждениях обучались 737 учащихся, из которых афроамериканцев — 72,3 %, испаноязычных или латиноамериканцев — 16,4 % и белых — 9,5 %. Доля населения с высшим образованием — 18,4 %.
Общественный колледж Джорджа Уоллеса имеет собственный кампус в Юфоле. Технологическая сеть Eufaula Alabama, входящая в систему общественных колледжей штата, совместно с Manufacturing Extension Partnership предоставляет услуги по развитию потенциала рабочей силы, оказанию технической помощи местной промышленности и технологическим исследованиям.

## Достопримечательности

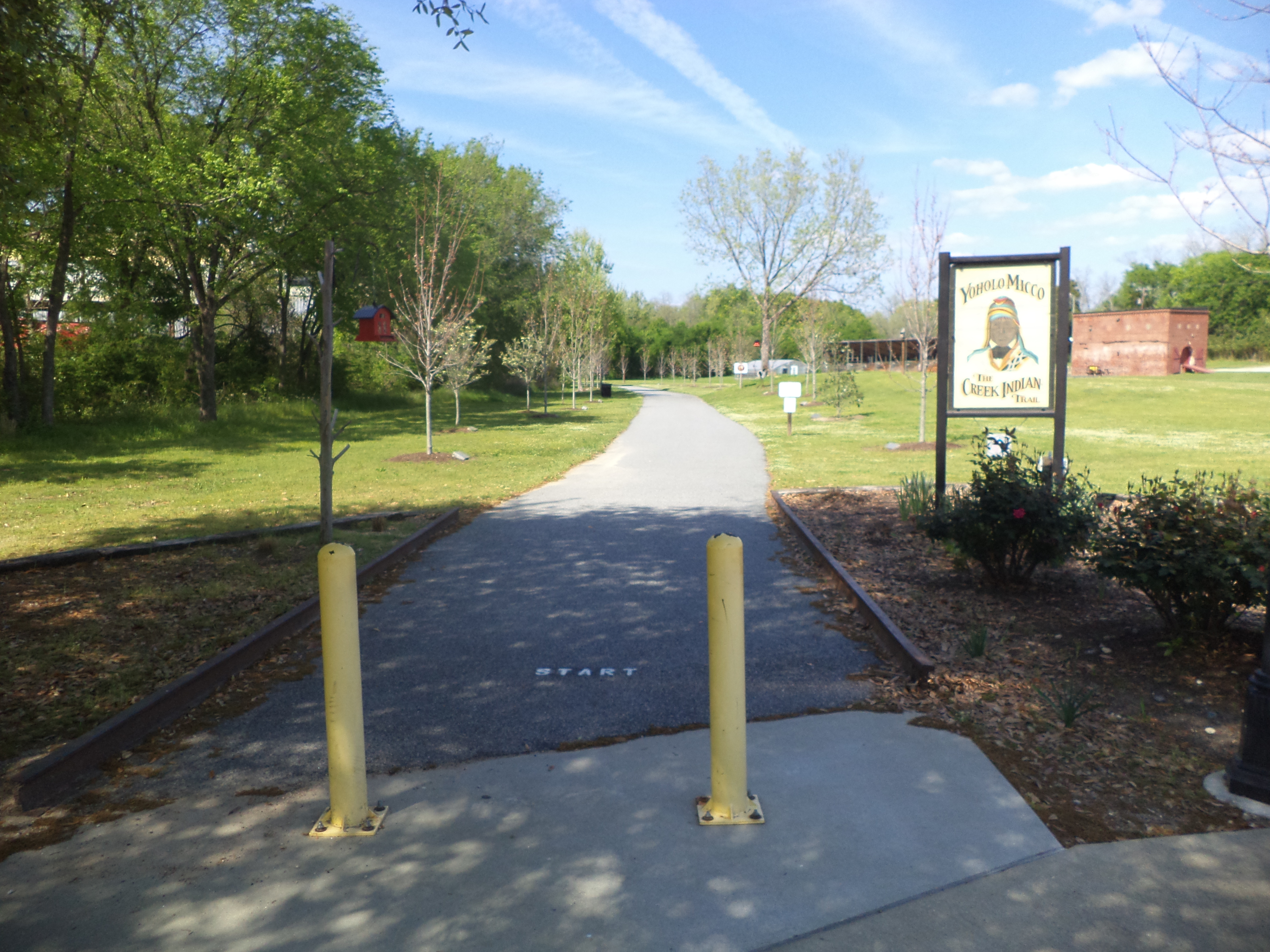
Начало тропы «Йохоло-Микко» (Юфола)

- Центр Джеймса Кларка (Юфола) — находятся экспозиции, посвящённые местной истории[50][51]
- Фендалл-Холл[англ.] (Юфола) — дом-музей в итальянском стиле[50][52]
- Государственный парк Лэйк-Пойнт[англ.] (Юфола)[50][53]
- Тропа «Йохоло-Микко-Рейл-Трейл» (Юфола)[50][54]

## Известные уроженцы
- Дэниэл Мартин[англ.] (1880—1949) — тренер по американскому футболу[55]
- Джон Уоллес Комер[англ.] (1845—1919) — американский бизнесмен[56]
- Хью Комер[англ.] (1842—1900) — американский бизнесмен[57]
- Уильям Скрюс[англ.] (1839—1913) — редактор газеты Montgomery Advertiser[англ.][58]

### Губернаторы Алабамы
За весь период существования института губернаторства в Алабаме лишь пятеро уроженцев Барбора занимали данную должность, двое из которых исполняли обязанности руководителя штата.
| Губернатор               | В должности                     | Город       | Прим.  |
| ------------------------ | ------------------------------- | ----------- | ------ |
| Брегстон Камер           | 1907–1911                       | Спринг-Хилл | [ 60 ] |
| Чарльз Макдауэлл (и. о.) | 10—11 июля 1924 года            | Юфола       | [ 59 ] |
| Чонси Спаркс             | 1943–1947                       | Юфола       | [ 61 ] |
| Джордж Уоллес            | 1963–1967, 1971–1979, 1983—1987 | Клио        | [ 62 ] |
| Джер Бисли (и. о.)       | 5 июня – 7 июля 1972            | Клейтон     | [ 59 ] |